# Georgina Davidson
Georgina Elizabeth Davidson MBChB (Laurea in Medicina e Chirurgia) (Edimburgo, 3 ottobre 1886 – viva nel 1919) è stata un medico scozzese, che prestò servizio presso lo Scottish Women's Hospitals for Foreign Service in Serbia durante la prima guerra mondiale e lavorò insieme al Corpo Sanitario del Regio Esercito nei servizi ospedalieri delle zone di guerra a Malta, Salonicco e Costantinopoli. Le furono assegnate la Medaglia della Croce Rossa francese, le medaglie di Guerra Britannica e la Medaglia britannica interalleata della vittoria ed ebbe una Menzione nei dispacci.

## La famiglia e l'istruzione
Georgina Elizabeth Davidson nacque a Edimburgo, figlia di un sacerdote. Sostenne gli esami di medicina presso l'Università di Edimburgo nel 1913, e abitava al n. 7 di Bellevue Crescent in città, e completò la sua formazione (MBChB) nel 1914.

## Servizio di guerra

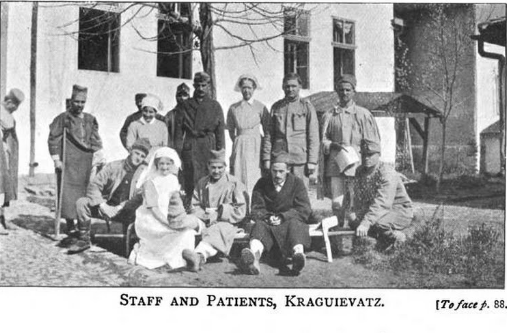
Ospedale femminile scozzese Kragujevac Serbia – Personale e pazienti

### Serbia
Nell'aprile 1915 lavorava come ufficiale medico in Serbia, presso il Scottish Women's Hospitals for Foreign Service della dottoressa Elsie Inglis e dal luglio 1915 al febbraio 1916 lavorò anche con la Croce Rossa francese. 
Si trovava nell'unità di Kraguievac ed era sotto il fuoco diretto del nemico nell'agosto 1915, poiché aveva scelto di essere uno di quei medici e infermieri che rimasero con i loro pazienti considerati troppo deboli per affrontare il viaggio o l'estenuante ritirata serba. Al ritorno a casa dichiarò alla stampa che l'attacco aereo e di artiglieria pesante durò "alcune ore" con "finestre rotte" ed esplosioni "terribili". L'ospedale non fu colpito direttamente, ma la sua squadra dovette trasferire i pazienti in sicurezza a terra e fortunatamente solo tre infermiere rimasero ferite, colpite da detriti e vetri nella casa di riposo del personale mentre lei ed altri potevano solo guardare. Minimizzò il proprio rischio e il proprio contributo, dicendo semplicemente: "stavamo lavorando nelle più grandi difficoltà, perché l'oscurità è venuta rapidamente e il gas si spense", e finì per indossare un cappello da soldato serbo perché il suo era andato perduto, ma il giornalista notò che era riuscita a preservare il suo monocolo attraverso le sue vicissitudini. 

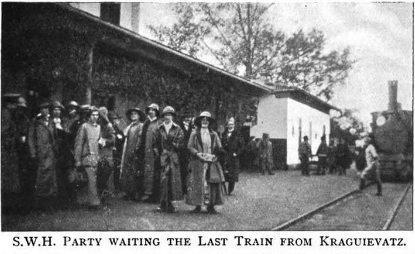
Persone dello Scottish Women's Hospital in attesa dell'ultimo treno da Kragujevac

A dicembre l'ospedale venne preso dalle forze dell'opposizione e le donne furono autorizzate a ritornare a casa, ancora in pericolo a causa degli attacchi aerei sulla ferrovia.

### Malta e Salonicco
Nel luglio 1916 assunse una posizione presso il Royal Army Medical Corps (RAMC) per un anno come chirurgo civile retribuito. Il 12 agosto 1916 l'Unità medica femminile partì per Malta sulla nave ospedale Gloucester, con la Davidson come una delle 16 dottoresse del gruppo. Lei e le altre donne stavano svolgendo lo stesso lavoro medico in zona di guerra dei medici uomini, ma erano classificate come civili e sebbene potessero avere la stessa retribuzione o condizioni di servizio, non erano classificate o trattate come ufficiali, argomenti che furono dibattuti alla Camera dei Comuni, e ci fu un membro eletto che chiese al Segretario finanziario del Ministero della Guerra: "È il sesso o l'incompetenza che impedisce loro di ottenere commissioni?".
Malta era diventata un centro per la cura dei feriti provenienti da varie zone di battaglia, tra cui Gallipoli e Salonicco. Ma le navi ospedale venivano spesso attaccate durante il viaggio verso la salvezza, quindi le unità mediche, compresa quella della Davidson, furono inviate per essere posizionate più vicino al fronte il 1º giugno 1917, e prestò servizio a Salonicco fino al 16 ottobre 1919.

## Decorazioni

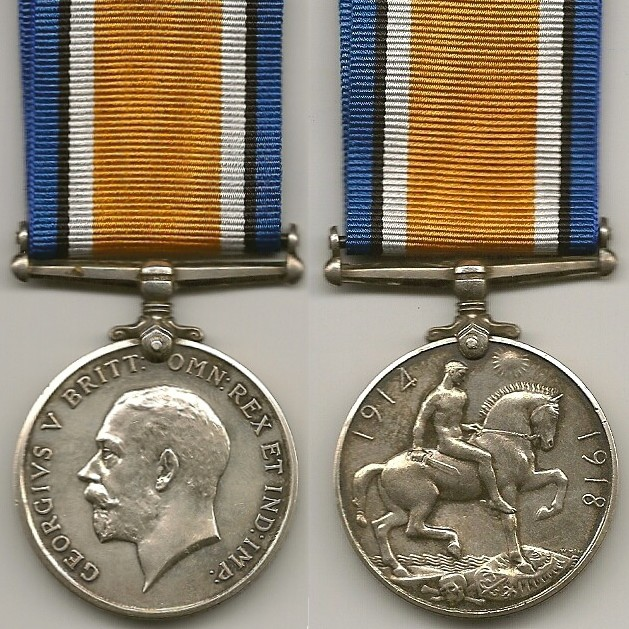
Medaglia di guerra britannica della prima guerra mondiale

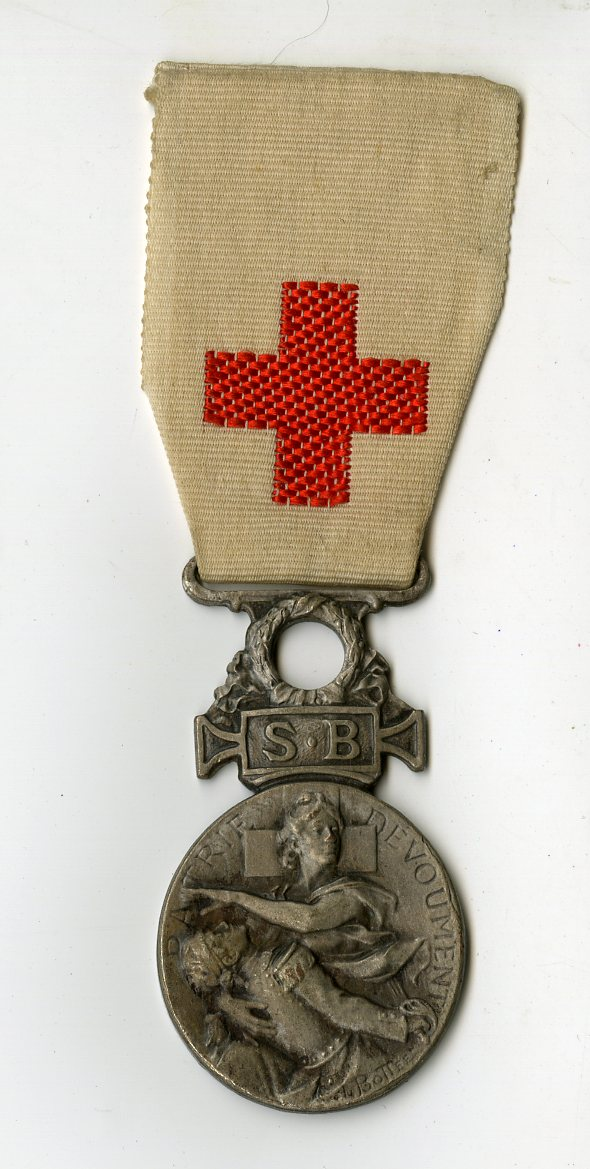
Medaglia della Croce Rossa francese

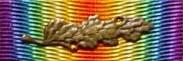
Nastro della medaglia della vittoria Foglie di quercia: menzione nei dispacci

Il 5 giugno 1919 la Davidson ebbe una Menzione nei dispacci. Ha vinto la medaglia della Croce Rossa francese, la medaglia di Guerra britannica e la Medaglia britannica interalleata della vittoria.

## Compiti finali e rientro
Quando la guerra contro l'Impero ottomano fu risolta in un trattato di pace (l'Armistizio di Mudros), la Davidson fu impiegata in compiti sanitari con le truppe britanniche a Costantinopoli, ma anche se l'occupazione dell'esercito continuò fino al 1923, il suo contratto era scaduto e tornò a casa nell'autunno 1919.